# Marija Gorica
Marija Gorica – wieś w Chorwacji, w żupanii zagrzebskiej, w gminie Marija Gorica. W 2011 roku liczyła 213 mieszkańców.